# آمریکای زیرزمینی
آمریکای زیرزمینی (انگلیسی: Underworld U.S.A.) فیلمی نئو-نوآر به کارگردانی ساموئل فولر محصول سال ۱۹۶۱ سینمای آمریکاست. از بازیگران آن می‌توان به کلیف رابرتسون، لری گیتس، پیتر بروکو، و رابرت امهارت اشاره کرد.